# Breitenberg (Baviera)
Breitenberg è un comune tedesco di 2 179 abitanti, situato nel land della Baviera.